# Alex Young (labdarúgó, 1937–2017)
Alex Young (Loanhead, 1937. február 3. – 2017. február 27.) válogatott skót labdarúgó, csatár, edző.

## Pályafutása
A Newtongrange Star ifjúsági csapatban kezdte a labdarúgást. 1955 és 1960 között a Heart of Midlothian játékosa volt és két bajnoki címet illetve egy skót kupa-győzelmet ért el az együttessel. 1960 és 1968 között az angol Everon csapatában szerepelt. A liverpooli csapattal egy-egy bajnoki címet és kupát nyert. 1968-ban az északír Glentoran játékosedzője volt. Az 1967–68-as idényben bajnokságot nyert a csapattal. A következő idényben a Stockport County labdarúgója volt. 1969-ben vonult vissza az aktív labdarúgástól.
1960 és 1966 között nyolc alkalommal szerepelt a skót válogatottban és öt gólt szerzett.

## Sikerei, díjai
Heart of Midlothian
- Skót bajnokság
  - bajnok (2): 1957–58, 1959–60
- Skót kupa
  - győztes: 1956

 Everton
- Angol bajnokság
  - bajnok: 1962–63
- Angol kupa (FA Cup)
  - győztes: 1966

 Glentoran
- Északír bajnokság
  - bajnok: 1967–68